# Sabbatssabotören

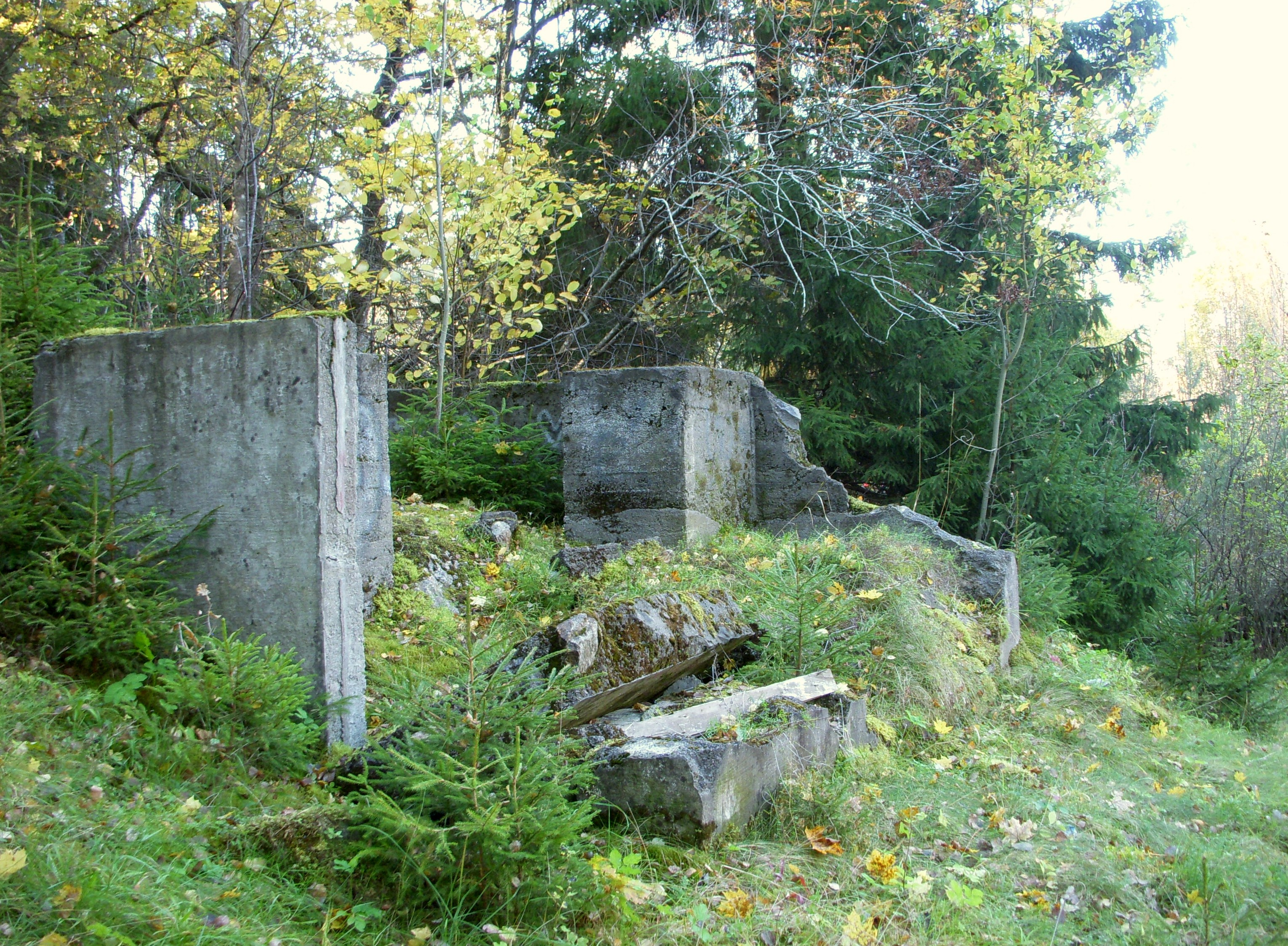
Det sprängda sprängämnesförrådet intill Snickarkrogen i oktober 2010.

Sabbatssabotören kallades en dynamitardliga som härjade i centrala Stockholm hösten 1946. Sammanlagt utförde man åtta sprängdåd mellan den 12 oktober och 31 december.
Attentaten spred stor skräck i Stockholm, inte minst på grund av pressens sensationsinriktade bevakning. Denna fick kritiker att kräva skärpning av Tryckfrihetsförordningen (TF). Statsmakternas många inskränkningar i TF under andra världskriget var dock i färskt minne för lagstiftarna, varför pressens rapportering fick fortgå.
Sprängningarna inträffade oftast lördagar eller söndagar, varför den förmodade gärningsmannen av Expressen döptes till Sabbatssabotören. Namnet fastnade snabbt hos allmänheten. Nyårsafton 1946 sprängde han tre laddningar vid Stockholms stadsbibliotek. Han blev sedd av polis och greps på bar gärning.
Sabbatssabotören visade sig vara tre män i de övre tonåren. 1947 dömdes huvudmannen Erland Mattsson[källa behövs] till åtta års fängelse. Han skötte sig bra på anstalten, utbildade sig till ingenjör och frigavs när han hade avtjänat sex år av straffet. De två andra, Åke Leü[källa behövs] och Per-Ove Gustafsson[källa behövs], dömdes till tre år respektive två år och sex månaders straffarbete.

## Attentatsplatser
1. Söndagen den 21 april ca kl 20.55, Västerlånggatan 40 i Gamla stan
2. Lördagen den 12 oktober ca kl 23.20, Sveavägen 24
3. Måndagen den 21 oktober ca kl 24.00, Sveavägen 24
4. Måndagen den 28 oktober, Mäster Samuelsgatan 59
5. Lördagen den 2 november ca kl 20.20, Mäster Samuelsgatan 49
6. Lördagen den 2 november, Myntgatan
7. Lördagen den 9 november ca kl 20.32, Tegnérgatan 23
8. Lördagen den 16 november ca kl 20.30, Centralstationen vid Vasagatan
9. Söndagen den 29 december Arsenalsgatan 1
10. Tisdagen den 31 december, Stadsbiblioteket med omnejd

Till detta kom ett attentat söndagen den 22 september 1946 då man bröt sig in i ett sprängämnesförråd intill Snickarkrogen vid Fittja (nuvarande Masmo). Man försåg sig med så mycket man kunde bära och sprängde sedan förrådet för att undanröja alla spår efter inbrottet.